# Závěrečná zkouška právního čekatele
Závěrečná zkouška právního čekatele je odborná profesní zkouška, kterou může vykonat právní čekatel, pokud se chce stát státním zástupcem. Vykonat ji může i asistent státního zástupce s tříletou právní praxí. Jejím účelem je ověřit, zda má uchazeč potřebné vědomosti a je náležitě odborně připraven k zastávání funkce státního zástupce.
Za závěrečnou zkoušku právního čekatele se považuje též odborná justiční zkouška, soudcovská zkouška, jednotná soudcovská a advokátní zkouška, vojenská právní zkouška, prokurátorská zkouška a advokátní zkouška. O uznání jiných zkoušek rozhoduje ministr spravedlnosti.
Skládá se před pětičlennou zkušební komisí jmenovanou ministrem spravedlnosti, která je složena ze státních zástupců, soudců, zaměstnanců ministerstva spravedlnosti a dalších odborníků právní teorie i praxe. Jejím předsedou je vždy státní zástupce. Závěrečná zkouška právního čekatele je veřejná a skládá se z písemné a ústní části. 

## Písemná část
V písemné části se vypracovává:
- obžaloba
- jiné rozhodnutí nebo návrh v trestní věci, anebo návrh nebo jiné podání v občanskoprávní věci, v níž je oprávněno působit státní zastupitelství
- odvolání proti rozhodnutí soudu prvního stupně

## Ústní část
Při ústní části se zjišťují znalosti z:
- ústavního práva a organizace soudů a státního zastupitelství
- občanského práva hmotného a procesního
- pracovního práva a práva sociálního zabezpečení
- rodinného práva
- trestního práva hmotného a procesního
- obchodního práva
- správního soudnictví a správního práva hmotného a procesního
- notářského řádu a exekučního řádu
- jednacího řádu státního zastupitelství a jeho vnitřního a kancelářského řádu
- evropského a mezinárodního práva

Při ústní části se také přihlédne ke schopnosti správně aplikovat a interpretovat právní předpisy a rovněž ke slovnímu projevu.

## Hodnocení
Závěrečná zkouška právního čekatele se hodnotí stupni výtečně způsobilý, způsobilý a nezpůsobilý. Úspěšnému absolventovi se vydává osvědčení o jejím složení. Tuto zkoušku lze opakovat pouze jednou.